# Nesobasis flavostigma
Nesobasis flavostigma là một loài chuồn chuồn kim trong họ Coenagrionidae.
Nesobasis flavostigma được Donnelly miêu tả khoa học năm 1990.